# Argentoratum
Argentoratum ou Argentorate (parfois Civitas Argentoratensium) est le nom antique de l'actuelle ville de Strasbourg. Cette dénomination latine d'origine celtique (*arganto-, argent, et *rāti-, levée de terre, fortin) désigne le camp romain fondé vers 12 av. J.-C. par le général Nero Claudius Drusus.
Situé dans la province romaine de Germanie supérieure, ce castrum a été la capitale de la Germanie première au IVe siècle apr. J.-C. Il n'a toutefois pas constitué une cité sur le plan juridique comme l'ont été Mogontiacum (Mayence), Augusta Treverorum (Trèves) ou Augusta Raurica (près de Bâle).
Des vestiges archéologiques des fortifications du camp perdurent aujourd'hui dans les sous-sols du centre-ville de Strasbourg.

## Histoire

### Préhistoire
De nombreux objets du Néolithique, de l’âge de bronze et de fer ont été retrouvés lors de fouilles archéologiques. Mais c’est des environs de 1300 av. J.-C. que date l’installation durable de peuples protoceltes. Vers la fin du IIIe siècle av. J.-C. le site est devenu une bourgade celte du nom d’Argentorate, dotée d’un sanctuaire et d’un marché. Grâce à d’importants travaux d’assèchement, les maisons sur pilotis cèdent leur place à des habitations bâties sur la terre ferme.

### Antiquité

#### Haut-Empire romain

La frontière rhénane de l'Empire romain du temps de Julien.

Les Romains arrivent en Alsace en 58 av. J.-C. et s’installent sur le site de Strasbourg. Une idée reçue veut que le général Drusus, frère de Tibère, fait construire en l’an 12 av. J.-C. sur le site de Strasbourg un camp militaire sur l’emplacement d’une petite cité gauloise. Ce camp érigé entre deux bras de l’Ill prend le nom romain d’Argentoratum. Les fouilles archéologiques qui ont mis au jour d’importants vestiges de bains, de résidences et d’un hôpital militaire, complétées par l’analyse des sources littéraires et épigraphiques, permettent de retracer l’histoire antique de Strasbourg-Argentorate et montrent que le camp romain sur ce site ne date que de 15 apr. J.-C.. Il abrite dans un premier temps un poste militaire surveillant des voies romaines dans la province de Germanie supérieure puis prend progressivement de l’importance. Il est caractérisée par l’installation de la IIe légion entre 15 et 43, l’absence d’une légion entre 43 et les années 90, puis par la longue présence, à partir des années 90, de la VIIIe légion Auguste qui s’établit dans un camp couvrznt 19 ha. Au IIe siècle, les soldats de cette légion érigent un mur d’enceinte en pierre calcaire à la place du rempart initial en terre et en bois. Promue au rang de colonie militaire où les légionnaires installent leurs familles, Argentorate est déjà un carrefour commercial, notamment pour le trafic fluvial au niveau du port de Strasbourg (installé aux abords de l’église Saint-Thomas) qui importe des amphores et des produits manufacturés, et exporte des vins d’Alsace et les poteries des ateliers de Heiligenberg. La ville reste néanmoins essentiellement militaire et donc totalement dépendante de cette activité. Au cours des IIe et IIIe siècles, avec l’agrandissement de l'Empire romain, Argentoratum qui était un camp en retrait du limes du Rhin (zone frontière de l'empire) devient une importante base d'intendance et de repli pour les troupes romaines installées en Germanie. 

#### Bas-Empire romain
En 260, les légions quittent la Germanie et Strasbourg devient une ville frontière montant la garde du limes face aux Barbares d'outre-Rhin puis une forteresse abritant quelque 6 000 légionnaires,.
Rapidement, des artisans et des marchands au service des militaires, s'installent en dehors des murs du camp et se fixent au sein de vici et de canabæ (ville et faubourgs), principalement dans l'actuel quartier de Koenigshoffen le long de l'actuelle route des Romains. Durant le IIIe siècle, la population totale d'Argentoratum est estimée entre 20 000 et 30 000 habitants. Le chiffre de 20 000 habitants s'est probablement maintenu jusqu'au IVe siècle de notre ère pour ensuite fortement décliner.
Après l’an 320, le camp n’accueille plus qu’un millier de militaires, mais de plus en plus de civils : la forteresse devient ville. La ville retrouve son rôle militaire au moment des invasions barbares. En 355, elle est saccagée par les Alamans. Ainsi, en août 357, les troupes du général romain Julien défont les Alamans de Chnodomar dans la bataille d'Argentoratum. Mais en 406 les Germains envahissent à nouveau la Gaule puis en 451, la ville est complètement détruite par Attila.
Une population de quelques centaines d'habitants a sûrement perduré durant tout le haut Moyen Âge au sein de l'enceinte romaine désertée par les militaires vers le milieu du Ve siècle.

## Description
Le site du camp romain de 19 ha, situé sur la Grande île, a conservé son tracé d'origine dans la topographie de la ville, enserrée sur ses quatre côtés par des bras d'eau de l'Ill et de la Bruche.
Le périmètre et les axes de l'enceinte sont encore en partie lisibles aujourd'hui dans le tracé des actuelles rues du Dôme correspondant à l'ancien cardo et la rue des Hallebardes correspondant à l'ancien decumanus.

### Camp romain de lalegio VIII Augusta

#### Trois remparts successifs

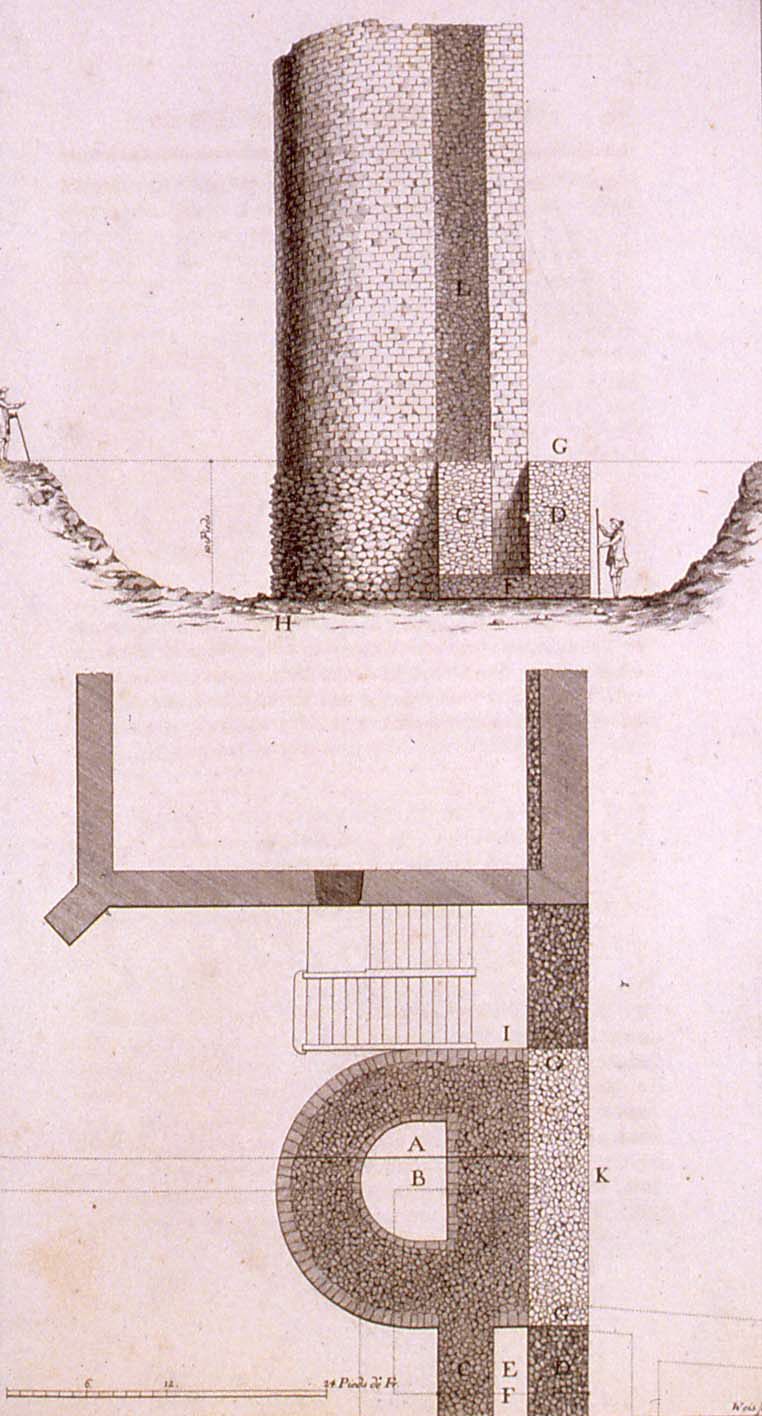
Schéma d'une tour romaine par Jean-André Silbermann, en 1753, avant son dynamitage.

##### Enceinte en bois et terre
Durant les trois siècles de sa présence à Argentoratum, la légion VIII édifie successivement trois enceintes afin de protéger son campement. Le choix de son emplacement s'est porté sur une terrasse alluviale qui surmontait alors de basses terres marécageuses. Le site a d'abord été nivelé et remblayé sur une hauteur de dix centimètres. Une enceinte en terre avec une armature en bois a ensuite été édifiée. La largeur de ce mur était de 4,40 mètres à sa base pour une hauteur estimée de 3,50 mètres jusqu'au chemin de ronde. L'enceinte était précédée d'un fossé incurvé de 5 à 6 mètres de large pour une profondeur d'environ 1,20 à 1,50 mètre de profondeur.

##### Enceinte en pierre calcaire
Un deuxième rempart en pierre calcaire est édifié au milieu du IIe siècle de notre ère directement devant celui en terre et en bois. Les tours sont rectangulaires et font saillies à l'intérieur du camp. Le premier fossé est comblé et un deuxième est creusé un peu plus loin. Le mur repose sur des fondations en pierres volcaniques du Kaiserstuhl déposées dans une tranchée profonde et large de 1 à 1,20 mètre. Le rempart est maçonné avec de petits moellons de pierre calcaire mais est entrecoupé par des chaînages horizontaux à trois assises de briques ou de tuiles.

##### Enceinte en grès rose
Le troisième et dernier mur est édifié en grès, probablement par étapes successives, à la fin du IIIe siècle ou au début du IVe siècle de notre ère. Il s'adosse directement contre l'enceinte en pierre calcaire. Cette nouvelle enceinte est munie de nombreuses tours de plan semi-circulaire espacées de 20 à 40 mètres et de tours rondes plus larges aux angles. L'archéologie a permis de découvrir dix-sept tours semi-circulaires. Leurs diamètres sont variables ; 4,70 mètres sur le front nord-est, 7,60 mètres sur le front opposé et 6,50 mètres de moyenne sur le front nord-ouest. Cette enceinte comporte des remplois pour la plupart des stèles funéraires ou des fragments sculptés ou gravés d'inscriptions. Il subsiste actuellement des vestiges intégrés dans des murs d'immeuble (secteur de la place du Temple-Neuf) ou dans des caves comme aux 47-49 de la rue des Grandes-Arcades (exhumé en 1906 et classé Monument Historique depuis le 27 décembre 1920).

Deux photographies des vestiges d'une tour romaine (rue des Grandes-Arcades).
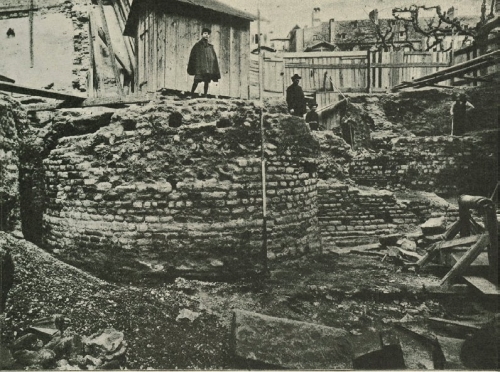
Lors des fouilles en 1906.
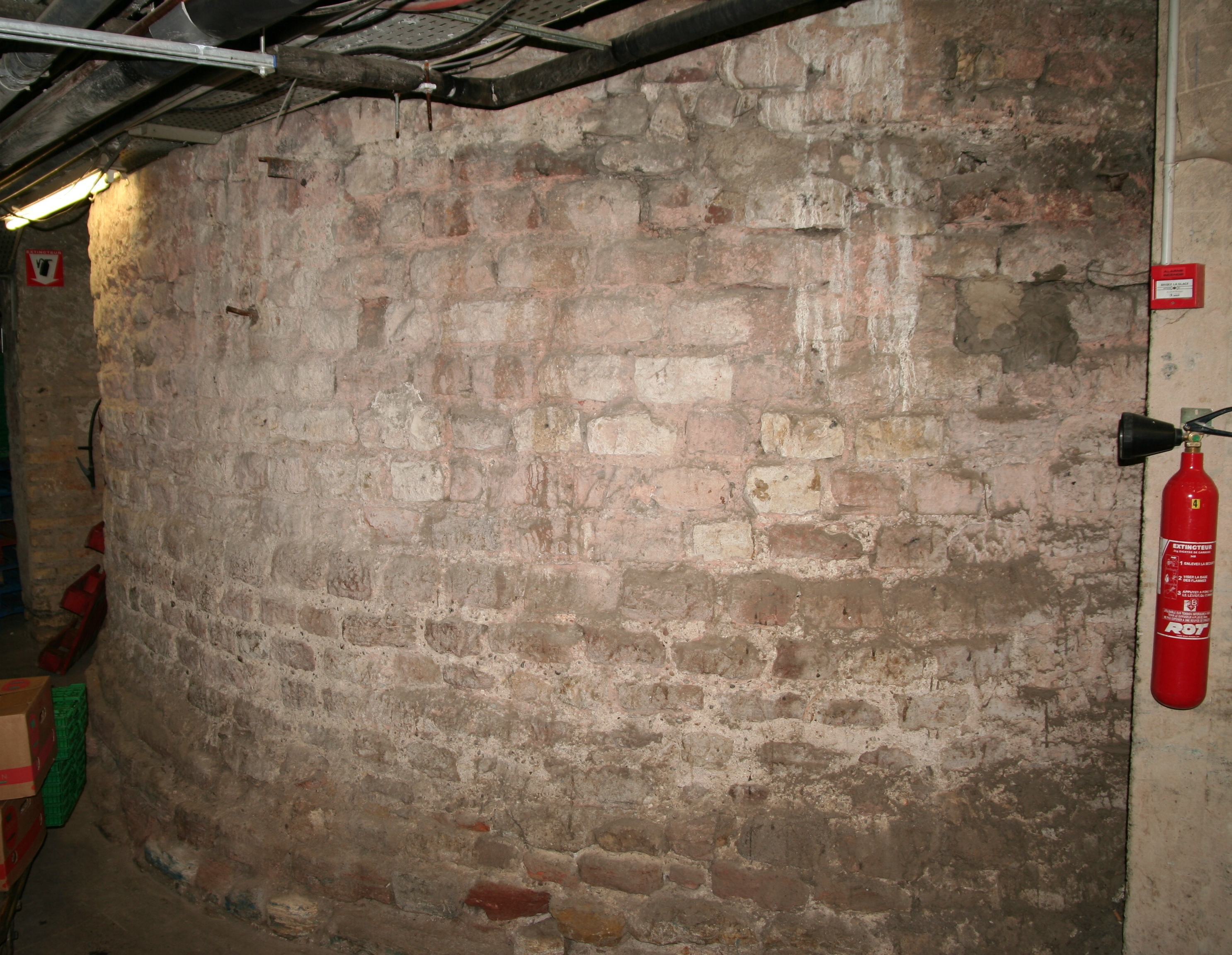
Dans la cave d'un immeuble en 2008.

#### Fossés d'Argentoratum

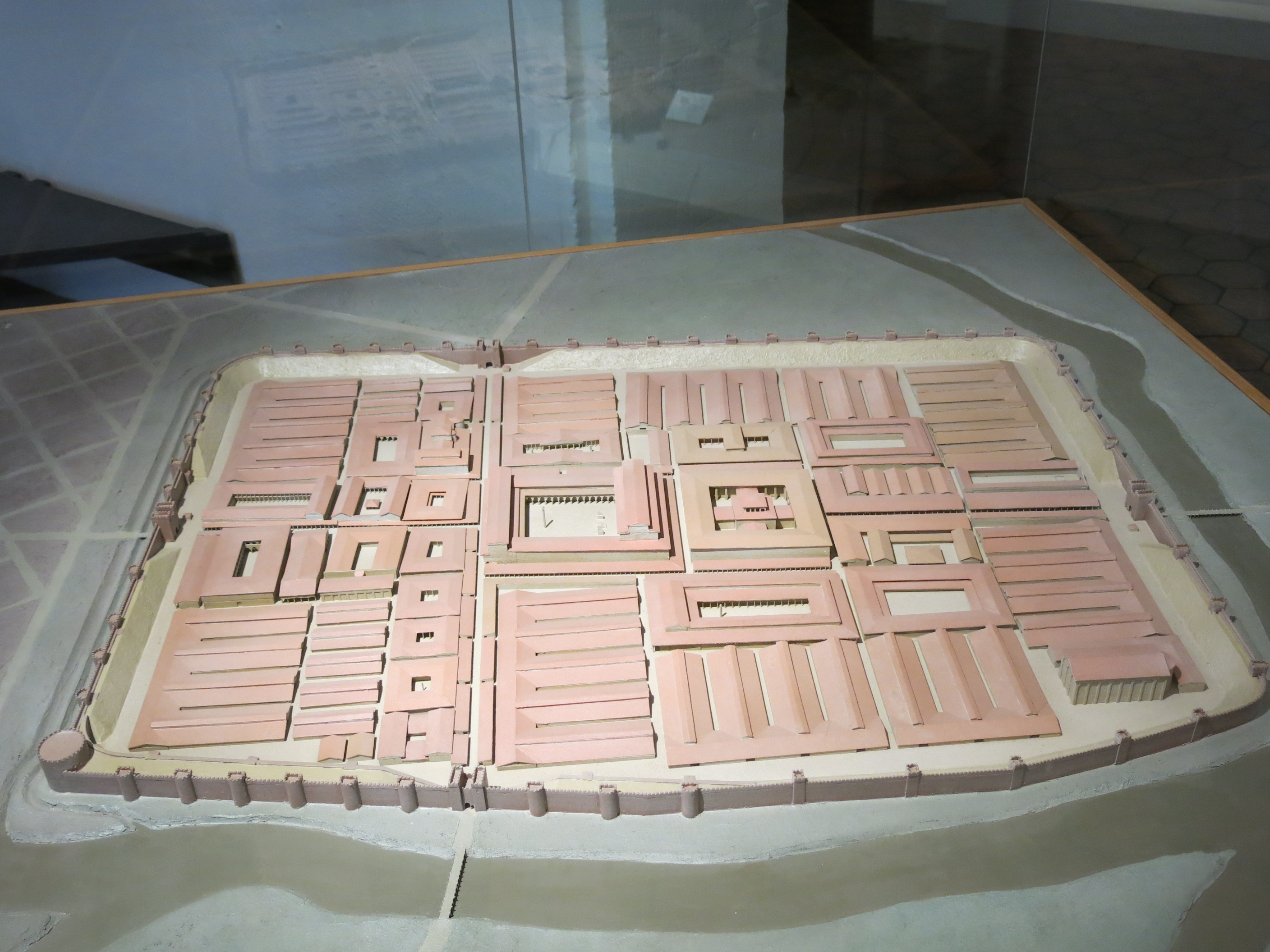
Maquette du camp d’Argentoratum au musée archéologique de Strasbourg.

La présence romaine est attestée jusqu'à l'invasion des Huns de l'an 451. Dans sa phase finale du IVe siècle, le camp romain d'Argentoratum est assez bien connu depuis les fouilles archéologiques des XIXe et XXe siècles. L'enceinte a 550 mètres de long sur 335 mètres de large et enserre une superficie de 19 hectares, un chiffre dans la norme pour un camp romain (18 à 20 hectares) mais plus petit que les autres camps rhénans qui comptaient une superficie de 25 hectares. Le camp de Strasbourg était délimité par des cours d'eau encore existant et par des fossés qui se laissent encore deviner dans la topographie du centre-ville. Au sud, l'enceinte longeait la rivière İll entre l'actuel pont de la place du Corbeau et l'église Saint-Étienne. Ce cours d'eau se trouvait être plus large de 90 mètres et son rivage atteignait l'actuelle rue des Veaux. À l'est, les douves de la muraille formaient la partie aval du fossé du Faux-Rempart, se poursuivait au nord par la portion du Fossé des Tanneurs (disparu) qui longeait la place Broglie et continuait à l'ouest par le fossé disparu de l'Ulmergraben (rues des Grandes-Arcades et du Vieil-Hôpital).

### Portes et rues romaines

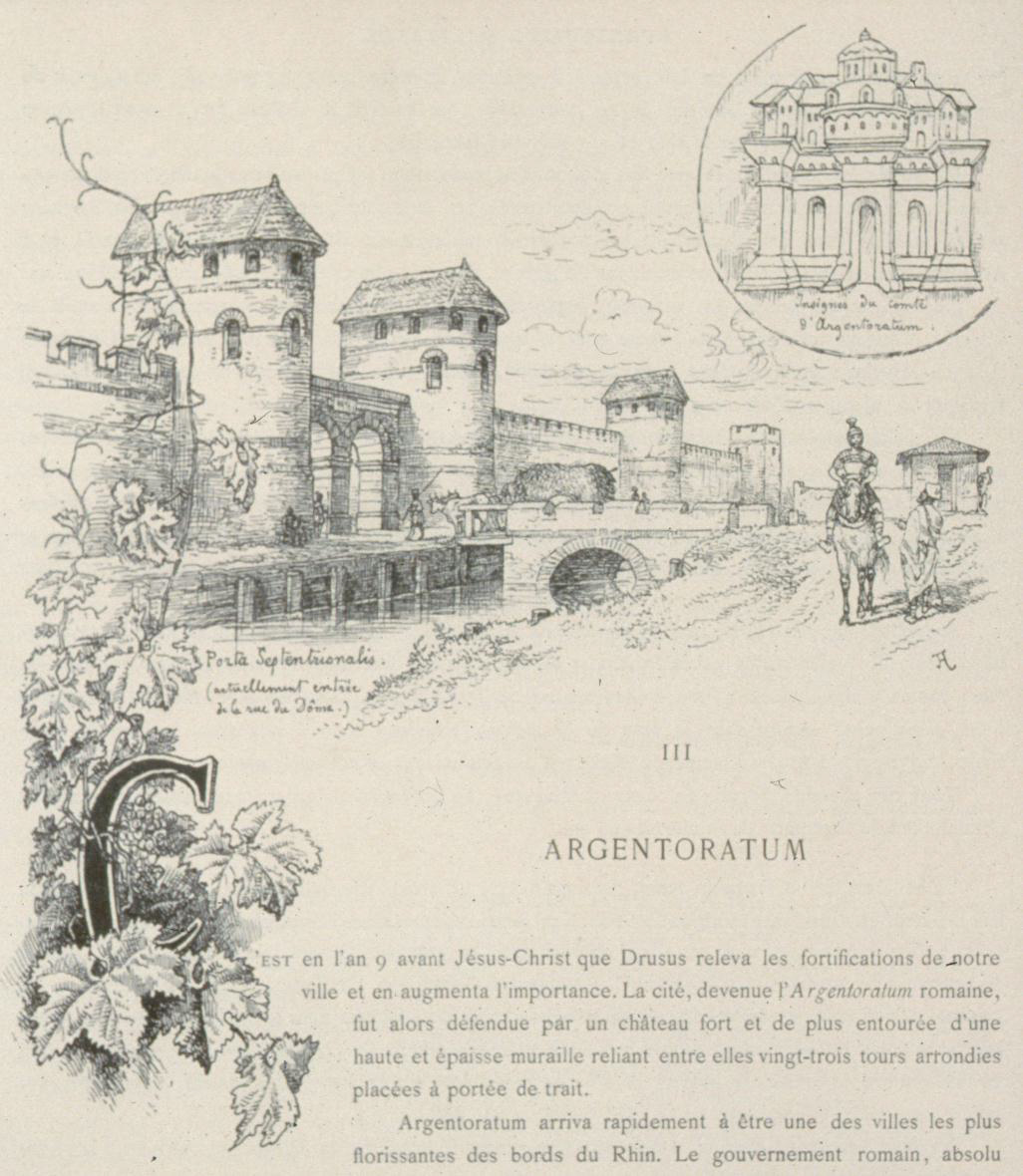
Porte d'Agentoratum (vue d'artiste).

Quatre portes permettaient d'accéder au camp d'Argentoratum, la porta prætoria (ouest) à l'angle de la rue des Hallebardes et de la rue du Fossé-des-Tailleurs, la porta decumana (est) au milieu du quai Lezay-Marnésia, la porta principalis dextra (nord) à l'entrée de la rue du Dôme et la porta principalis sinistra (sud) de la rue du Bain-aux-Roses. Les portes nord et sud sont assez peu renseignées. Des fouilles menées durant l'hiver 1971-1972 ont permis de livrer le plan complet de la porte orientale constituée d'un corps rectangulaire placé à cheval sur la courtine et flanqué de deux tours bastionnées également rectangulaires. Le passage était primitivement large de 5,50 mètres mais fut réduit à 3,20 mètres au cours de l'Antiquité tardive. La porte monumentale et principale était la porta prætoria. Elle faisait fonction de porte officielle et donnait directement vers le prétoire c'est-à-dire le quartier général du camp où résidaient les officiers.
Les deux principales artères du castrum étaient la via principalis (axe nord-sud) constituée par l'actuelle rue du Dôme et son prolongement la rue du Bain-aux-Roses (entrecoupées par les bâtiments du Grand Séminaire et du lycée Fustel-de-Coulanges), et la via prætoria (axe ouest-est), les actuelles rues des Hallebardes et des Juifs.

## Vestiges archéologiques

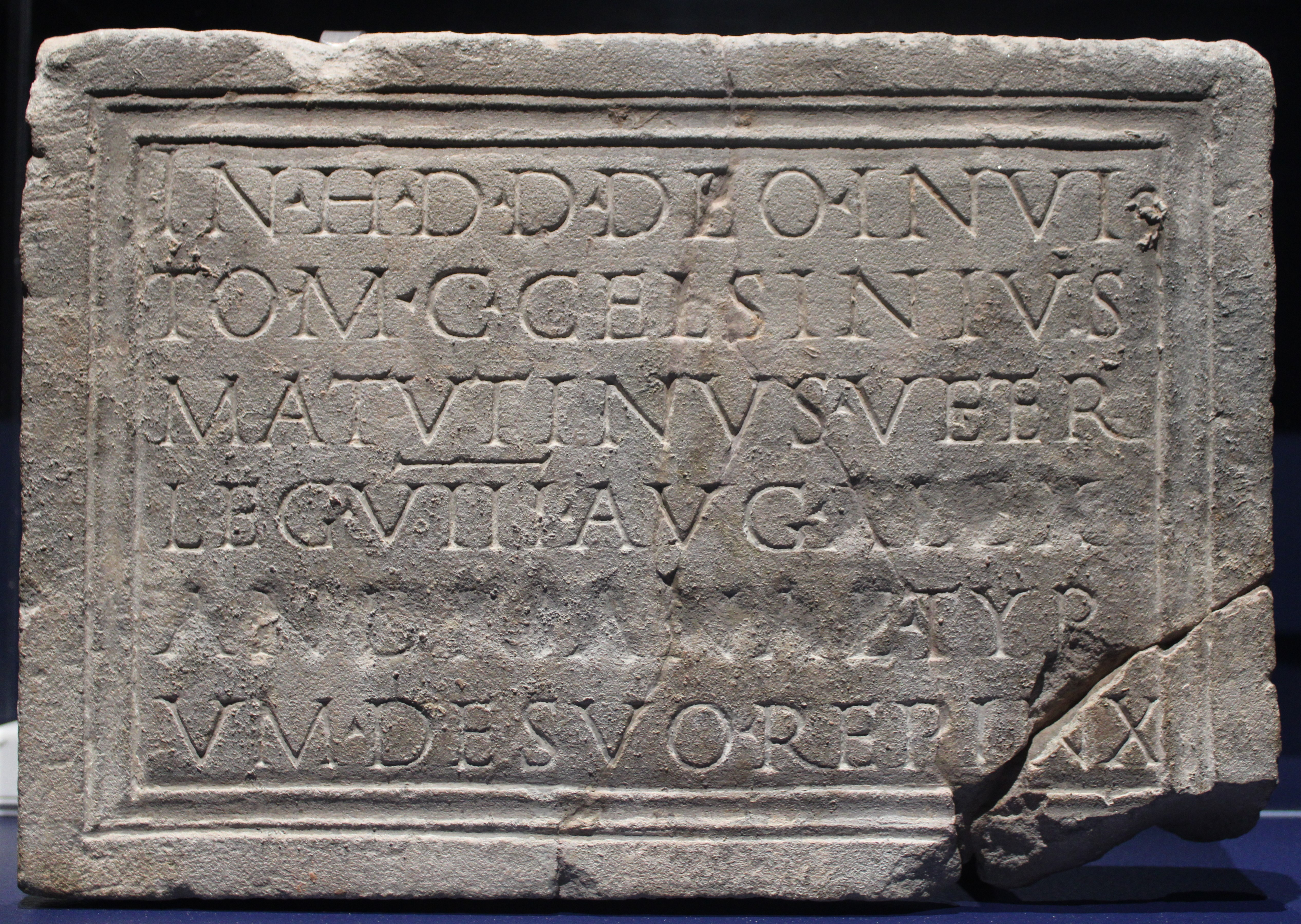
Stèle mithriaque, inscrite au nom de Caius Celsinius Matutinus.

De nombreux objets romains ont également été retrouvés le long de l'actuelle route des Romains dans le quartier de Koenigshoffen, à l'ouest du centre-ville.
Parmi les découvertes les plus remarquables de Koenigshoffen étaient les fragments d'un grand mithræum qui avait été brisé par les premiers chrétiens durant le IVe siècle.

### Toponymie
Dans la ville de Rome on trouve le Largo di Torre Argentina, une vaste place rectangulaire sur le corso Vittorio Emanuele, dans le quartier historique du Champ de Mars, presque entièrement occupée par un complexe archéologique comprenant quatre temples romains de l'époque républicaine. Le nom de la place se réfère à la tour dite Torre Argentina, aujourd'hui englobée dans le Palazzetto del Burcardo (it) actuellement Biblioteca e Museo teatrale del Burcardo (it), ainsi nommée par Johann Burchard (1445-1506), dont le nom fut italianisé en Burcardo et qui, à partir de 1483, fut maître des cérémonies des cinq papes Sixte IV, Innocent VIII, Alexandre VI, Pie III et Jules II. Ce haut prélat était originaire de Strasbourg (en latin Argentoratum) aimait signer ses écrits du surnom d'Argentinus.